# 小眼副鮗
小眼副鮗為輻鰭魚綱鱸形目鱸亞目七夕魚科的其中一種，分布於西南太平洋的澳洲南部及塔斯馬尼亞島等海域，棲息深度5-20公尺，體長可達15公分，棲息在內灣，屬肉食性，雄魚有護卵的行為，可作為觀賞魚。